# Vriesea gracilior
Vriesea gracilior là một loài thuộc chi Vriesea. Đây là loài đặc hữu của Brasil.